# نیکلاس بوردیسو
نیکلاس آندرس بوردیسو (اسپانیایی: Nicolás Andrés Burdisso‎؛ زادهٔ ۱۲ آوریل ۱۹۸۱) بازیکن فوتبال بازنشسته اهل آرژانتین است.

## باشگاهی
از باشگاه‌هایی که در آن بازی کرده‌است می‌توان به بوکا جونیورز، اینتر میلان، رم، جنوآ و تورینو اشاره کرد.

## تیم ملی
وی همچنین ۴۹ بازی ملی هم برای تیم ملی فوتبال آرژانتین انجام داده و ۲ گل به ثمر رسانده‌است.

## افتخارات

### باشگاهی
بوکا جونیورز
- لیگ برتر فوتبال آرژانتین: ۲۰۰۰، ۲۰۰۳
- جام لیبرتادورس: ۲۰۰۰، ۲۰۰۱، ۲۰۰۳
- جام بین قاره‌ای: ۲۰۰۰، ۲۰۰۳

اینتر میلان
- سری آ: ۰۶–۲۰۰۵، ۰۷–۲۰۰۶، ۰۸–۲۰۰۷، ۰۹–۲۰۰۸
- جام حذفی فوتبال ایتالیا: ۰۶–۲۰۰۵
- سوپر جام فوتبال ایتالیا: ۲۰۰۶

### ملی
جوانان آرژانتین
- جام جهانی فوتبال زیر ۲۰ سال: ۲۰۰۱
- مدال طلای المپیک تابستانی: ۲۰۰۴

### فردی
- بهترین گلزن جام حذفی فوتبال ایتالیا: ۰۷–۲۰۰۶[۱]